# Panicum poioides
Panicum poioides är en gräsart som beskrevs av Otto Stapf. Panicum poioides ingår i släktet vipphirser, och familjen gräs. Inga underarter finns listade i Catalogue of Life.